# Phạm Văn Đồng
Phạm Văn Đồng (ur. 1 marca 1906 w Đức Tân, zm. 29 kwietnia 2000 w Hanoi) – polityk wietnamski, współpracownik Hồ Chí Minha, działacz Komunistycznej Partii Wietnamu (KPW), członek politbiura, w latach 1955–1976 premier Wietnamu Północnego, a następnie do 1987 całego Wietnamu.
W roku 1926 udał się do Guangzhou w południowych Chinach na szkolenie partyjne prowadzone przez Nguyễn Ái Quốca (prawdziwe nazwisko Hồ Chí Minha) przed wstąpieniem do Związku Wietnamskiej Młodzieży Rewolucyjnej, poprzednika KPW.
W 1929 roku podjął pracę konspiracyjną na rzecz organizacji w Sajgonie, gdzie w tym samym roku został aresztowany, osądzony i skazany przez francuskie władze kolonialne na 10 lat więzienia. W więzieniu na wyspie Poulo Condore przebywał do roku 1936, kiedy został zwolniony na podstawie amnestii powszechnej, ogłoszonej przez rząd francuski.
W 1940 roku wstąpił do partii komunistycznej blisko współpracując z Hồ Chí Minhem, a gdy Hồ doszedł do władzy w wyniku Rewolucji Sierpniowej w 1945 roku Phạm został ministrem finansów w nowo powstałej Demokratycznej Republice Wietnamu (DRW). Światowej opinii publicznej dał się poznać jako przewodniczący delegacji wietnamskiej na rokowania z Francją w Fontainebleau.
Po klęsce Francuzów pod Dien Bien Phu, w maju 1954 roku przewodniczył (w randze wicepremiera i ministra spraw zagranicznych) delegacji na Konferencję Genewską w sprawie przyszłości Indochin i podpisywał porozumienie międzyrządowe z premierem francuskim (Pierre Mendès-France).
Podczas I Narodowego Kongresu DRW w 1955 roku Phạm został mianowany premierem, na którym to stanowisko pozostawał przez 32 lata, aż do przejścia na emeryturę w roku 1987. Przez całe życie był zagorzałym komunistą i wietnamskim patriotą, a jednocześnie najwierniejszym uczniem Hồ Chí Minha. W konfliktach wewnątrzpartyjnych zawsze zajmował neutralne stanowisko.